# São Pedro (Vila Franca do Campo)
São Pedro es una freguesia portuguesa perteneciente al municipio de Vila Franca do Campo, situado en la Isla de São Miguel, Región Autónoma de Azores. Posee un área de 2,48 km² y una población total de 1 120 habitantes (2001). La densidad poblacional asciende a 451,6 hab/km². Se encuentra a una latitud de 37ºN y una longitud 25ºO. La freguesia se encuentra a  m s. n. m. La freguesia posee una escuela, una iglesia parroquial, un convento franciscano, playas y un parque.
- Datos: Q2295672
- Multimedia: São Pedro (Vila Franca do Campo) / Q2295672

1. ↑  Worldpostalcodes.org,código postal n.º 9680-127.